# ناوسا
ناوسا : (باليونانية:Νάουσα)، (بالإنجليزية:Naousa)، مدينة يونانية تقع في شمال البلاد ضمن مقاطعة إيماثيا التابعة لمنطقة مقدونيا الوسطى الإدارية.

## الموقع، السكان والتسمية
تقع المدينة على ارتفاع 360 متر عن مستوى سطح البحر على السفوح الشرقية لجبل فيرميون ضمن مصطبة مكونة من الصخور الكلسية البيضاء، يمر بالمدينة أحد روافد نهر أرابيتسا قادماً من جبل فيرميون الواقع للغرب ويشكل النهر شلالاً صغيراً ضمن المدينة، إلى الشرق منها تبدأ سهول إيماثيا الخصبة الغنية بالماء. تبعد ناوسا مسافة 18 كيلومتراً عن فيريا عاصمة مقاطعة إيماثيا.
يبلغ عدد سكان المدينة حوالي 20 ألف نسمة، وبهذا تكون ثاني أكبر مدينة في إيماثيا بعد عاصمة المقاطعة مدينة فيريا.
أما تسمية المدينة فهي تعود للفظ محرف عن اسم نيا أوغوستا (Nea Augousta) السابق، فقد كانت المدينة معروفة للأتراك باسم أغوستوس (Agustos).

## التاريخ
تقع على مسافة 3 كيلومترات للغرب من المدينة آثار مدينة مييزا (Mieza) القديمة، والتي تشتهر لكونها المكان الذي قام فيه أرسطو بعملية تربية وتعليم الإسكندر المقدوني، ويعتقد أن هذا الأمر كان يتم ضمن نيمفايوم (Nymphaeum) المدينة القديمة.
أما مدينة ناوسا الحالية فمن غير المعروف تاريخ نشأتها الدقيق، ولكن حسب التقاليد والروايات الشعبية فإن المدينة أنشئت في أواخر القرن الرابع عشر بعد عدة سنوات من سقوط فيريا بيد العثمانيين، حين شهدت تلك الفترة أوقات من الاضطرابات وذلك عندما قامت الوحدات غير النظامية العثمانية المسماة بـالغازيين (Gazidon) بمهاجمة القرى والأملاك الصغيرة في مقدونيا، فقام السكان المحليون بالهرب والتجمع ضمن الغابات، الجبال وضمن حدود مناطق آمنة مثل موقع ناوسا، الواقعة على كتلة صخرية وعرة تكشف عن وجود خطر قادم.
لم يعرف إلا القليل عن تاريخ المدينة قبل القرن الثامن عشر، وأول ذكر للمدينة هو قيام أهلها بثورة عام 1705 على العثمانيين عندما قدم الأتراك ليأخذوا أبناء قاطني البلدة إلى الفرق الانكشارية، ولكنهم جوبهوا بمقاومة شديدة من سكان ناوسا، الأمر الذي أدى لاستدعاء 800 جندي عثماني من أجل إخماد الثورة. خلال القرن التالي استعادت البلدة نشاطها وازدهرت بسبب إنتاجها الزراعي الوفير.
انتفضت المدينة على العثمانيين مرة أخرى خلال حرب استقلال اليونان في شباط/فبراير عام 1822 تحت قيادة تاسوس كاراتاسوس (Tasos Karatasos)، وكان هدف الثوار طرد الأتراك من كل المنطقة ولكن الأتراك سرعان ما ردوا بحملة عسكرية مؤلفة من 12 ألف جندي ودخلوا المدينة بعد ذلك بشهرين فقتلوا جميع الرجال (حوالي 400)، استعبدوا النساء، ودمروا البلدة بالكامل. ولم يسمح بإعادة إسكان البلدة حتى العام 1868 عندما عاد بعض القرويين للسكن في البلدة.
سرعان ما ازدهرت البلدة في نهاية القرن التاسع عشر وشهدت نهضة صناعية قوية عندما صدر قانون تانزيمات (Tanzimat) العثماني الذي أعطى للأقليات الدينية والعرقية حقوقاً متساوية مع الأتراك، وأنشأت العديد من أسر المدينة مصانع للنسيج، أصبحت المدينة إحدى أهم المدن الصناعية في مقدونيا بعد إذيسا.
دخلتها القوات اليونانية في تشرين الأول/أكتوبر عام 1912 إثر حرب البلقان الأولى.

## المعالم الأساسية
لاتوجد في المدينة أية مبانٍ تعود لما قبل عام 1822 نظراً لتدمير الأتراك لها أثناء الثورة أما أهم معالمها الحديثة فهي:
- برج الساعة: بني عام 1895 وقد قدمه أحد صناعيي ناوسا كهدية لمدينته.
- مسلة ناوسا: وقد بنيت عام 2000 في ساحة مركز البلدة، يبلغ ارتفاعها 11 متر وتعد عاشر أطول مسلة في العالم.
- متاحف البلدة وهي: المتحف التاريخي، المتحف الشعبي، ومتحف النبيذ والخمور.
- كنائس المدينة: وأهمها كنيسة القديس جيوررجيو (أغيوس يورغيو) وتعود لنهاية القرن التاسع عشر.
- موقع مدينة مييزا (Mieza) الأثري : وأهم ما فيه هي المدرسة الأرسطوية (مكان تعليم الإسكندر المقدوني) الذي يدعى محلياً إسفوريا (Isvoria) وتقع على مسافة 3 كيلومترات غرب ناوسا.

## متفرقات
- أهم نادي كرة قدم في المدينة هو ناوسا أف سي.
- تشتهر المدينة بإنتاجها الزراعي من الدراق والفواكه الأخرى، وهي مشهورة وطنياً بإنتاج النبيذ الأحمر.
- تعتبر إحدى المدن البطولية الأربعة في اليونان مع ميسولونغي، سولي وَ أركاذي نظراً لتعرض أهلها للإبادة أثناء انتقاضة استقلال اليونان عام 1822.